# Wilford Brimley
Anthony Wilford Brimley (Salt Lake City, 27. rujna 1934. – 1. kolovoza 2020.) bio je američki glumac i pjevač.

## Rani život
Anthony Brimley rođen je  gradu Salt Lake Cityju, Utah, SAD. Pridružio se američkoj vojsci (marinci) za vrijeme Korejskog rata. Nakon toga, bio je zaštitar Howarda Hughesa  i radio neobične poslove vezane uz brigu životinja (npr. bio je kauboj).

## Glumačka karijera
Na početku, najviše je glumio sporedne uloge i radio kao kaskader u vesternima. Zbog toga, za nešto više od desetljeća, etablirao se kao karakterni glumac (glumac koji glumi ekscentrične i neobične ljude, a ne glavne uloge) u filmovima poput The China Syndrome (1979.), The Thing (1982.), Tender Mercies (1983.) i The Natural (1984).
Dugo je bio lice televizijskih reklama tvrtke Quaker Oats. Također je promovirao obrazovanje o dijabetesu (jer je i sam bio dijabetičar) i pojavio se u reklamama o dijabetesu kompanije Liberty Medical.